# Nīāk (ort i Iran)
Nīāk (persiska: نياک) är en ort i Iran.   Den ligger i provinsen Mazandaran, i den norra delen av landet, 70 km öster om huvudstaden Teheran. Nīāk ligger 1 811 meter över havet och antalet invånare är 210.
Terrängen runt Nīāk är bergig norrut, men söderut är den kuperad. Nīāk ligger nere i en dal.Runt Nīāk är det ganska tätbefolkat, med 149 invånare per kvadratkilometer. Närmaste större samhälle är Rīneh, 2,0 km nordväst om Nīāk. Trakten runt Nīāk består i huvudsak av gräsmarker.